# Бел Сентър
„Бел Сентър“ е покрит стадион за хокей на лед в Монреал, Канада, който домакинства мачовете на хокейния клуб „Монреал Канейдиънс“. Залата отваря врати на 16 май 1996 г. Има капацитет 21 700 души.